# Крішан (Тулча)
Крішан (рум. Crișan) — село у повіті Тулча в Румунії. Адміністративний центр комуни Крішан.
Село розташоване на відстані 272 км на схід від Бухареста, 45 км на схід від Тулчі, 126 км на північний схід від Констанци, 109 км на схід від Галаца.

## Населення
За даними перепису населення 2002 року у селі проживали 487 осіб.
Національний склад населення села:
| Національність | Кількість осіб | Відсоток |
| -------------- | -------------- | -------- |
| румуни         | 458            | 94,0%    |
| українці       | 25             | 5,1%     |

Рідною мовою назвали:
| Мова       | Кількість осіб | Відсоток |
| ---------- | -------------- | -------- |
| румунська  | 479            | 98,4%    |
| українська | 8              | 1,6%     |